# Helius fuscoangustus
Helius fuscoangustus är en tvåvingeart som beskrevs av Alexander 1967. Helius fuscoangustus ingår i släktet Helius och familjen småharkrankar. Inga underarter finns listade i Catalogue of Life.